# Erik Hansen-Hansen
Erik Hansen-Hansen er en dansk fotograf, der bl.a. er tæt associeret med firmaet The Ocular One.
Han er uddannet i Film, Video & Photographic Arts på Londons University of Westminster, og har arbejdet som fotograf for bl.a. Aveny-T, Betty Nansen Teatret, Dr. Dantes Aveny, Enterprise, Young & Rubicam, Det Kongelige Teater, Ogilvy & Mather, Saatchi & Saatchi, Sloggi Underwear, Triumph Underwear, Wibroe, Duckert & Partners, m.fl.
Desuden har han fotograferet filmplakaterne til bl.a. Thomas Vinterbergs Festen og Lars von Triers Direktøren for det hele.
Erik Hansen-Hansen vakte i 2008 opmærksomhed med sin phd-afhandling Begær, forførelse og kvindelig skønhed: Den globale luksusmode i netværksøkonomien, der gør op med den traditionelle tolkning af mode som et fænomen, der er opfundet af kapitalisterne for at lokke penge ud af os, og foreslår den alternative mulighed, at der en medført forskel på mænd og kvinder, og af kvinder benytter mode som led i et instinkt-drevet forsøg på at få sex med "den rigtigte".